# Tour of Qatar 2011
10. edycja wyścigu kolarskiego Tour of Qatar odbyła się w dniach 6-11 lutego 2011 roku. Łączna długość trasy liczyła 713,5 km. W wyścigu zwyciężył Australijczyk Mark Renshaw, drugi był jego rodak Heinrich Haussler, natomiast na trzeciej lokacie uplasował się Włoch Daniele Bennati.
Lista drużyn uczestniczących w wyścigu:
| Numery | Kod | Drużyna        |
| ------ | --- | -------------- |
| 1-8    | QST | Quick Step     |
| 11-18  | THR | HTC - Highroad |
| 21-28  | LAM | Lampre         |
| 31-38  | LEO | Team Leopard   |
| 41-48  | KAT | Team Katusha   |
| 51-58  | SKS | Skil-Shimano   |
| 61-68  | RAB | Rabobank       |
| 71-78  | SKY | Team Sky       |

| Numery  | Kod | Drużyna                     |
| ------- | --- | --------------------------- |
| 81-88   | GRM | Garmin-Cervelo              |
| 91-98   | TSV | Topsport Vlaanderen         |
| 101-108 | BMC | BMC Racing Team             |
| 111-118 | FDJ | Française des Jeux          |
| 121-127 | AST | Team Astana                 |
| 131-138 | GEO | Geox - Tmc                  |
| 141-148 | FAR | Farnese Vini - Neri Sottoli |
| 151-158 | SKT | Kelly Post-Sean             |

## Etapy
| Etap     | Data      | Start                | Meta             | Km    | Typ | Typ      | Zwycięzca         | Lider             |
| -------- | --------- | -------------------- | ---------------- | ----- | --- | -------- | ----------------- | ----------------- |
| I etap   | 6 lutego  | Cultural Village     | Cultural Village | 2     |     | Czasówka | Lars Boom         | Lars Boom         |
| II etap  | 7 lutego  | Dukhan               | Al Khor Corniche | 145,5 |     | płaski   | Tom Boonen        | Tom Boonen        |
| III etap | 8 lutego  | Camel Race Track     | Doha Golf Club   | 135,5 |     | płaski   | Heinrich Haussler | Tom Boonen        |
| IV etap  | 9 lutego  | Al Wakra             | Mesaieed         | 150,5 |     | płaski   | Heinrich Haussler | Heinrich Haussler |
| V etap   | 10 lutego | West Bay Lagoon      | Al Kharaitiyat   | 153,5 |     | płaski   | Mark Renshaw      | Mark Renshaw      |
| VI etap  | 11 lutego | Sealine Beach Resort | Doha Corniche    | 126,5 |     | płaski   | Andrea Guardini   | Mark Renshaw      |

### Etap 1:Cultural Village-Cultural Village2 km
| Lp. | Zawodnik          | Zespół       | Czas    |
| --- | ----------------- | ------------ | ------- |
| 1   | Lars Boom         | Rabobank     | 03' 07" |
| 2   | Fabian Cancellara | Team Leopard | + 4"    |
| 3   | Tom Veelers       | Skil-Shimano | + 5"    |

| Lp. | Zawodnik          | Zespół       | Czas    |
| --- | ----------------- | ------------ | ------- |
| 1   | Lars Boom         | Rabobank     | 03' 07" |
| 2   | Fabian Cancellara | Team Leopard | + 4"    |
| 3   | Tom Veelers       | Skil-Shimano | + 5"    |

### Etap 2:Dukhan-Al Khor Corniche, 145,5 km
| Lp. | Zawodnik          | Zespół         | Czas       |
| --- | ----------------- | -------------- | ---------- |
| 1   | Tom Boonen        | Quick Step     | 2h 59' 29" |
| 2   | Heinrich Haussler | Garmin-Cervelo | + 0"       |
| 3   | Mark Renshaw      | HTC - Highroad | + 0"       |

| Lp. | Zawodnik          | Zespół         | Czas       |
| --- | ----------------- | -------------- | ---------- |
| 1   | Tom Boonen        | Quick Step     | 3h 02' 32" |
| 2   | Mark Renshaw      | HTC - Highroad | + 4"       |
| 3   | Fabian Cancellara | Team Leopard   | + 8"       |

### Etap 3:Camel Race Track-Doha Golf Club, 135,5 km
| Lp. | Zawodnik          | Zespół         | Czas       |
| --- | ----------------- | -------------- | ---------- |
| 1   | Heinrich Haussler | Garmin-Cervelo | 3h 04' 03" |
| 2   | Daniele Bennati   | Team Leopard   | + 0"       |
| 3   | Denis Galimzjanow | Team Katusha   | + 0"       |

| Lp. | Zawodnik          | Zespół         | Czas       |
| --- | ----------------- | -------------- | ---------- |
| 1   | Tom Boonen        | Quick Step     | 6h 06' 35" |
| 2   | Heinrich Haussler | Garmin-Cervelo | + 1"       |
| 3   | Mark Renshaw      | HTC - Highroad | + 4"       |

### Etap 4:Al Wakra-Mesaieed, 150,5 km
| Lp. | Zawodnik          | Zespół         | Czas       |
| --- | ----------------- | -------------- | ---------- |
| 1   | Heinrich Haussler | Garmin-Cervelo | 3h 28' 04" |
| 2   | Mark Renshaw      | HTC - Highroad | + 0"       |
| 3   | Daniele Bennati   | Team Leopard   | + 0"       |

| Lp. | Zawodnik          | Zespół         | Czas       |
| --- | ----------------- | -------------- | ---------- |
| 1   | Heinrich Haussler | Garmin-Cervelo | 9h 34' 30" |
| 2   | Mark Renshaw      | HTC - Highroad | + 4"       |
| 3   | Daniele Bennati   | Team Leopard   | + 15"      |

### Etap 5:West Bay Lagoon-Al Kharaitiyat, 153,5 km
| Lp. | Zawodnik        | Zespół         | Czas       |
| --- | --------------- | -------------- | ---------- |
| 1   | Mark Renshaw    | HTC - Highroad | 3h 12' 36" |
| 2   | Daniele Bennati | Team Leopard   | + 0"       |
| 3   | Tom Boonen      | Quick Step     | + 0"       |

| Lp. | Zawodnik          | Zespół         | Czas        |
| --- | ----------------- | -------------- | ----------- |
| 1   | Mark Renshaw      | HTC - Highroad | 12h 47' 00" |
| 2   | Heinrich Haussler | Garmin-Cervelo | + 6"        |
| 3   | Daniele Bennati   | Team Leopard   | + 15"       |

### Etap 6:Sealine Beach Resort-Doha Corniche, 126,5 km
| Lp. | Zawodnik          | Zespół       | Czas       |
| --- | ----------------- | ------------ | ---------- |
| 1   | Andrea Guardini   | Farnese Vini | 2h 44' 06" |
| 2   | Francesco Chicchi | Quick Step   | + 0"       |
| 3   | Theo Bos          | Rabobank     | + 0"       |

| Lp. | Zawodnik          | Zespół         | Czas        |
| --- | ----------------- | -------------- | ----------- |
| 1   | Mark Renshaw      | HTC - Highroad | 15h 31' 04" |
| 2   | Heinrich Haussler | Garmin-Cervelo | + 8"        |
| 3   | Daniele Bennati   | Team Leopard   | + 17"       |

## Posiadacze koszulek po poszczególnych etapach
| Etap                 | Zwycięzca            | Klasyfikacja generalna | Klasyfikacja punktowa | Klasyfikacja młodzieżowa | Klasyfikacja drużynowa |
| -------------------- | -------------------- | ---------------------- | --------------------- | ------------------------ | ---------------------- |
| P                    | Lars Boom            | Lars Boom              | Lars Boom             | Alex Dowsett             | Rabobank               |
| 2                    | Tom Boonen           | Tom Boonen             | Tom Boonen            | Nikolas Maes             | Team Leopard           |
| 3                    | Heinrich Haussler    | Tom Boonen             | Heinrich Haussler     | Nikolas Maes             | Team Leopard           |
| 4                    | Heinrich Haussler    | Heinrich Haussler      | Heinrich Haussler     | Nikolas Maes             | Garmin-Cervelo         |
| 5                    | Mark Renshaw         | Mark Renshaw           | Heinrich Haussler     | Nikolas Maes             | Garmin-Cervelo         |
| 6                    | Andrea Guardini      | Mark Renshaw           | Heinrich Haussler     | Nikolas Maes             | Garmin-Cervelo         |
| Klasyfikacja końcowa | Klasyfikacja końcowa | Mark Renshaw           | Heinrich Haussler     | Nikolas Maes             | Garmin-Cervelo         |

## Klasyfikacje

### Klasyfikacja generalna
|    | Kolarz              | Zespół          | Czas        | UCI punkty |
| -- | ------------------- | --------------- | ----------- | ---------- |
| 1  | Mark Renshaw        | HTC - Highroad  | 15h 31' 04" |            |
| 2  | Heinrich Haussler   | Garmin-Cervelo  | + 8"        |            |
| 3  | Daniele Bennati     | Team Leopard    | + 17"       |            |
| 4  | Juan Antonio Flecha | Team Sky        | + 26"       |            |
| 5  | Roger Hammond       | Garmin-Cervelo  | + 38"       |            |
| 6  | Jérémy Hunt         | Team Sky        | + 39"       |            |
| 7  | Gabriel Rasch       | Garmin-Cervelo  | + 42"       |            |
| 8  | Bernhard Eisel      | HTC - Highroad  | + 1' 05"    |            |
| 9  | Marcus Burghardt    | BMC Racing Team | + 1' 33"    |            |
| 10 | Gert Steegmans      | Quick Step      | + 1' 35"    |            |

### Klasyfikacja punktowa
|   | Kolarz            | Kraj      | Zespół         | Punkty |
| - | ----------------- | --------- | -------------- | ------ |
| 1 | Heinrich Haussler | Australia | Garmin-Cervelo | 52     |
| 2 | Mark Renshaw      | Australia | HTC - Highroad | 46     |
| 3 | Daniele Bennati   | Włochy    | Team Leopard   | 41     |

### Klasyfikacja młodzieżowa
|   | Kolarz            | Kraj   | Zespół         | Czas        |
| - | ----------------- | ------ | -------------- | ----------- |
| 1 | Nikolas Maes      | Belgia | Garmin-Cervelo | 15h 33' 00" |
| 2 | Roger Kluge       | Niemcy | Skil-Shimano   | + 3' 40"    |
| 3 | Denis Galimzjanow | Niemcy | Team Katusha   | + 4' 04"    |

### Najlepszy Zespół
|   | Zespół         | Czas        |
| - | -------------- | ----------- |
| 1 | Garmin-Cervelo | 46h 34' 58" |
| 2 | Team Leopard   | + 56"       |
| 3 | Quick Step     | + 4' 53"    |